# West Country

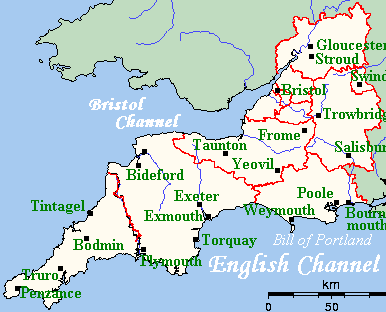
West Country.

West Country es un término informal para la zona suroeste de Inglaterra, que corresponde aproximadamente con la región del Sudoeste de Inglaterra. Abarca los condados de Avon, Cornualles, Devon, Dorset y Somerset, incluso los condados de Gloucestershire y Wiltshire se incluyen normalmente, y a veces las definiciones incluyen incluso zonas más amplias.
La zona es mayormente rural, solo con unas pocas grandes ciudades, como Bristol, Exeter, Plymouth, Swindon y Gloucester. El turismo y la agricultura, en especial la industria láctea, desempeña un importante papel en la economía. El paisaje está formado principalmente de páramos de granito en el oeste, y senderos de tiza y caliza y valles de arcilla en el este. Históricamente, la minería de estaño y la pesca eran las fuentes de ingresos y empleo, aunque este último aún contribuye a la economía. La región es tradicionalmente famosa por la producción de sidra, cuajada, empanadas y queso Cheddar.

## Límites
Aparte del canal de Bristol y del canal de la Mancha, al igual que con cualquier zona informal, los límites del West Country son difíciles de definir.
La edición de 2005 de "West Country" de las series de la BBC TV Las Siete Maravillas de la Naturaleza presentó algunas "maravillas" en Wiltshire, Somerset, Gloucestershire y Herefordshire (Symonds Yat), pero no las de Devon ni Cornualles que fueron presentadas en otro programa distinto, "South West", ni Dorset que fue cubierto en el programa "The South".
El término "West Country" se asocia a veces con el reino anglosajón de Wessex. Los habitantes de Wessex tratan de promoverlo como una alternativa a la región suroeste, incluyendo algunos condados del centro-sur de Inglaterra (Hampshire, Berkshire, Oxfordshire y la isla de Wight) y excluyendo Devon y Cornualles.

## Condados y autoridades unitarias
- Avon (existió como zona administrativa entre 1974 y 1996)
  - Bristol
  - Bath and North East Somerset
  - North Somerset
  - South Gloucestershire
- Cornualles
  - Islas Sorlingas
- Devon
  - Plymouth
  - Torbay
- Dorset
  - Bournemouth
  - Poole
- Gloucestershire
- Somerset
- Wiltshire
  - Swindon

## Ciudades y pueblos importantes
| - Barnstaple - Bath - Bideford - Bournemouth - Bridgwater - Bristol - Cheltenham - Chippenham - Cirencester - Christchurch - Dorchester - Exeter | - Frome - Glastonbury - Gloucester - Lyme Regis - Newquay - Paignton - Penzance - Plymouth - Poole - Salisbury - St Austell - Stroud | - Swindon - Taunton - Tewkesbury - Torquay - Trowbridge - Truro - Warminster - Wells - Weston-super-Mare - Weymouth - Yeovil |

## Lugares de interés
- Avebury
- Bodmin Moor
- Cherhill White Horse
- Dartmoor
- Parque nacional de Exmoor
- Glastonbury Tor
- Costa Jurásica

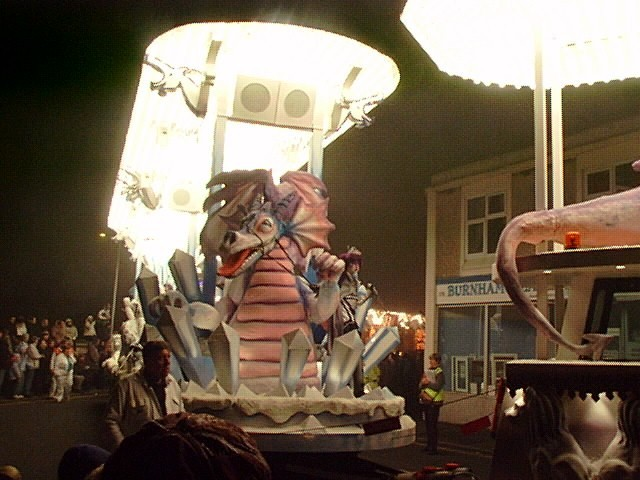
Carnavales de West Country.

- Colinas de Mendip, incluyendo el cañón Gorge
- Sendero de la Costa Sudoeste
- Stonehenge
- Carnaval de West Country